# Perth Museum

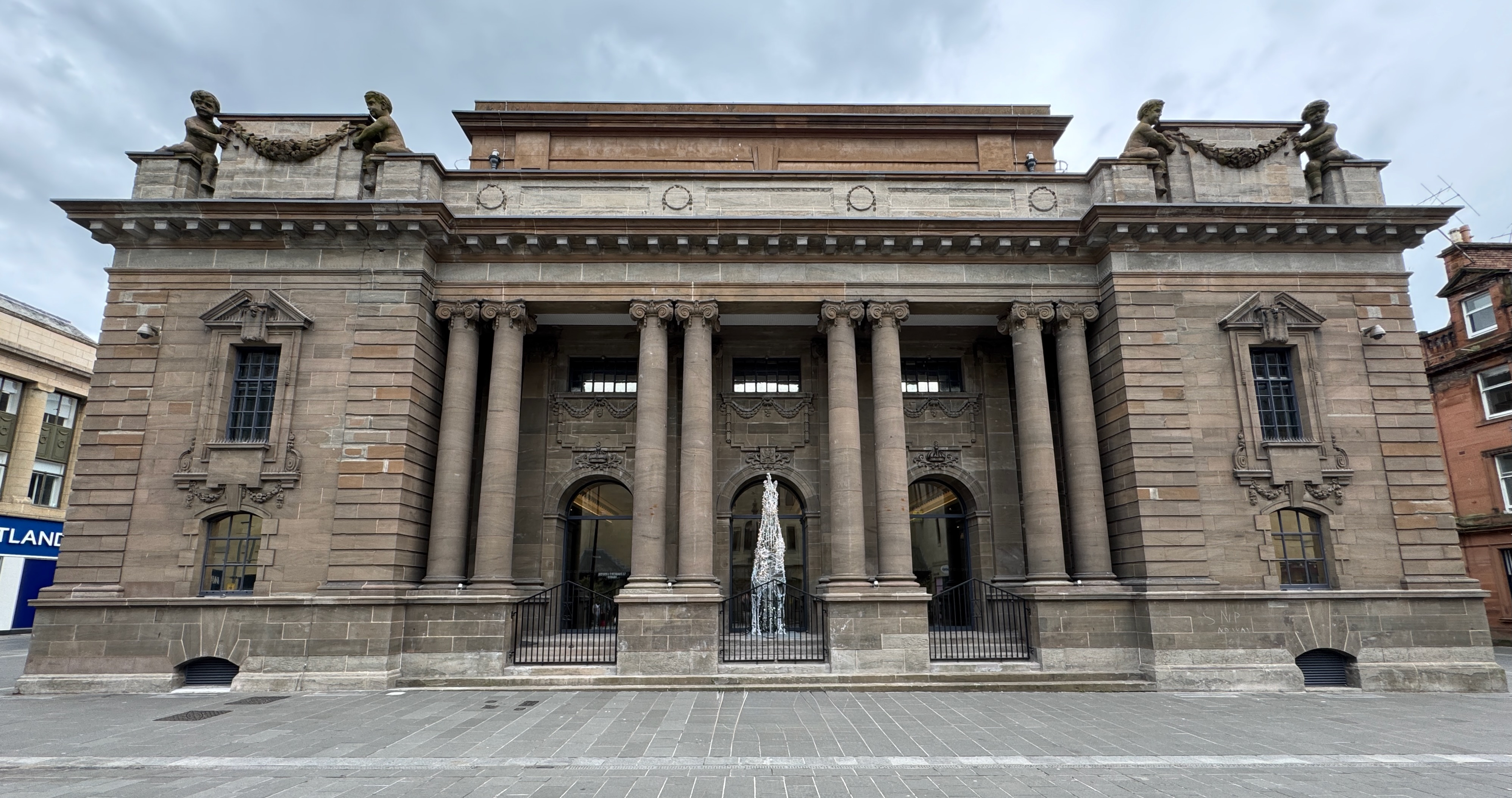
Perth Museum

Het Perth Museum is een museum in het Schotse Perth. Het museum werd geopend op 30 maart 2024 en werd ondergebracht in het stadhuis (Perth City Hall). In het Perth Museum wordt het verhaal van Schotland verteld aan de hand van de stedelijke collecties. Tot de topstukken behoren de Schotse kroningssteen Stone of Scone en de Carpow Logboat.